# Jacques Denis (homme politique)
Pour les articles homonymes, voir Denis et Jacques Denis (homonymie).
Jacques Spiewak dit Jacques Denis, né le 25 mai 1922 à Metz et mort le 14 septembre 2008 à Ivry-sur-Seine, est un homme politique français.

## Biographie
Fils d'immigré polonais, Jacques Spiewak interrompt des études à l'École des arts décoratifs faute de moyens financiers et travaille comme peintre en bâtiment.
Il adhère à la Jeunesse communiste à quinze ans. Il participe à la Résistance dans les FTP. C'est alors qu'il prend le pseudonyme de Denis. Envoyé à Lyon, comme responsable régional de la JC, il participe à la libération de la ville.
En 1950, il devient secrétaire général de la Fédération mondiale de la jeunesse démocratique, basée à Budapest. À son retour en France, en 1957, il intègre la Polex, section de politique extérieure du PCF, dont il sera l'adjoint au responsable à partir de 1964. Il entre au comité central du parti en 1961 et en restera membre jusqu'en 1997. Secrétaire de Maurice Thorez de 1960 à 1964, il sera plus tard le collaborateur de Jean Kanapa.
Il appartient également à la direction du Mouvement de la paix dans les années 1980.
Jacques Denis est député européen de 1979 à 1984 et fait partie du Groupe communiste et apparentés. Il est vice-président de la commission du développement et de la coopération, vice-président de l’Assemblée consultative des États d’Afrique, Caraïbes, Pacifique et CEE (ACP-CEE).

## Distinction
- Médaille de la Résistance française[3]